# Tugay Kerimoğlu
Tugay Kerimoğlu, dit Tugay (né le 24 août 1970 à Trabzon), est un footballeur turc au poste de milieu de terrain défensif reconverti entraîneur.

## Biographie
Après 10 ans passés à Galatasaray, il rejoint le Royaume-Uni, d'abord à Glasgow (2,3 M€) puis aux Blackburn Rovers. 
Il termine sa carrière internationale face au Brésil au mois de mai 2007. 
Joueur polyvalent, Tugay reste actuellement l'un des joueurs les plus techniques que la Turquie ait connue. Son sens de la passe et du dribble en faisait un élément très important à Galatasaray et en équipe nationale.  
Il remporte les jeux méditerranéens avec la Turquie en 1993 aux côtés de Hakan Sukur. Son habilité technique lui permet encore d'avoir sa place sur le terrain à 38 ans. Le dimanche 24 mai 2009, lors du dernier match de la saison, Tugay prend sa retraite à l'âge de 39 ans.

## Carrière
- 1987-2000 : Galatasaray  Turquie
- 2000-2001 : Glasgow Rangers  Écosse
- 2001-2009 : Blackburn Rovers  Angleterre

## Équipe nationale
- 94 sélections et 2 buts en équipe de Turquie entre 1990 et 2003
- 3e de la Coupe du monde 2002

## Palmarès
- Champion de Turquie en 1988, 1993, 1994, 1997, 1998 et 1999 avec Galatasaray
- Vainqueur de la Coupe de Turquie en 1991, 1993, 1996 et 1999 avec Galatasaray
- Champion d'Écosse en 2000 avec les Glasgow Rangers
- Vainqueur de la Coupe d'Écosse en 2000 avec les Glasgow Rangers
- Vainqueur de la League Cup en 2002 avec les Blackburn Rovers

## Statistiques détaillées
| Saison                | Club                  | Championnat           | Championnat | Championnat | Coupe(s) nationale(s) | Coupe(s) nationale(s) | Compétition(s) continentale(s) | Compétition(s) continentale(s) | Compétition(s) continentale(s) | Total | Total |
| Saison                | Club                  | Division              | M.          | B.          | M.                    | B.                    | Comp.                          | M.                             | B.                             | M.    | B.    |
| 1990-1991             | Galatasaray SK        | Süperlig              | 13          | -           | 3                     | -                     | -                              | -                              | -                              | 16    | 0     |
| 1991-1992             | Galatasaray SK        | Süperlig              | 26          | 3           | 2                     | -                     | -                              | -                              | -                              | 28    | 3     |
| 1992-1993             | Galatasaray SK        | Süperlig              | 25          | 5           | 7                     | 1                     | C3                             | -                              | -                              | 32    | 6     |
| 1993-1994             | Galatasaray SK        | Süperlig              | 26          | 10          | 6                     | -                     | C1                             | -                              | -                              | 32    | 10    |
| 1994-1995             | Galatasaray SK        | Süperlig              | 24          | 1           | 6                     | 3                     | C1                             | -                              | -                              | 30    | 4     |
| 1995-1996             | Galatasaray SK        | Süperlig              | 30          | 3           | 6                     | -                     | C3                             | -                              | -                              | 36    | 3     |
| 1996-1997             | Galatasaray SK        | Süperlig              | 33          | 4           | 2                     | -                     | C2                             | -                              | -                              | 35    | 4     |
| 1997-1998             | Galatasaray SK        | Süperlig              | 30          | 2           | 8                     | 1                     | C1                             | -                              | -                              | 38    | 3     |
| 1998-1999             | Galatasaray SK        | Süperlig              | 22          | 2           | 7                     | -                     | C1                             | -                              | -                              | 29    | 2     |
| 1999-2000             | Galatasaray SK        | Süperlig              | 10          | 1           | 1                     | -                     | C1 + C3                        | -                              | -                              | 11    | 1     |
| 1999-2000             | Glasgow Rangers       | SPL                   |             |             | -                     | -                     | -                              | -                              | -                              | 0     | 0     |
| 2000-2001             | Glasgow Rangers       | SPL                   |             |             |                       |                       | C1                             | -                              | -                              | 0     | 0     |
| 2001-2002             | Blackburn Rovers      | Premier League        |             |             |                       |                       | -                              | -                              | -                              | 0     | 0     |
| 2002-2003             | Blackburn Rovers      | Premier League        | 13          | -           | -                     | -                     | C3                             | -                              | -                              | 13    | 0     |
| 2003-2004             | Blackburn Rovers      | Premier League        | 36          | 2           | -                     | -                     | C3                             | -                              | -                              | 36    | 2     |
| 2004-2005             | Blackburn Rovers      | Premier League        | 25          | -           | -                     | -                     | -                              | -                              | -                              | 25    | 0     |
| 2005-2006             | Blackburn Rovers      | Premier League        | 32          | 6           | -                     | -                     | -                              | -                              | -                              | 32    | 6     |
| 2006-2007             | Blackburn Rovers      | Premier League        | 32          | 4           | 3                     | -                     | C3                             | 7                              | 1                              | 42    | 5     |
| 2007-2008             | Blackburn Rovers      | Premier League        | 22          | 2           | 1                     | -                     | IC + C3                        | 3                              | -                              | 26    | 2     |
| 2008-2009             | Blackburn Rovers      | Premier League        | 29          | 3           | 7                     | -                     | -                              | -                              | -                              | 36    | 3     |
| Total sur la carrière | Total sur la carrière | Total sur la carrière | 438         | 51          | 59                    | 7                     | -                              | 10                             | 2                              | 507   | 60    |